# Episodi di Un equipaggio tutto matto (seconda stagione)
La seconda stagione della serie televisiva Un equipaggio tutto matto è stata trasmessa in anteprima negli Stati Uniti d'America dalla ABC tra il 16 settembre 1963 e il 19 maggio 1964.
| nº | Titolo originale                    | Titolo italiano | Prima TV USA      | Prima TV Italia |
| -- | ----------------------------------- | --------------- | ----------------- | --------------- |
| 1  | The Day the War Stood Still         |                 | 16 settembre 1963 |                 |
| 2  | The Binghamton Murder Plot          |                 | 23 settembre 1963 |                 |
| 3  | McHale and His Schweinhunds         |                 | 30 settembre 1963 |                 |
| 4  | Is There a Doctor in the Hut?       |                 | 7 ottobre 1963    |                 |
| 5  | To Binghamton with Love             |                 | 14 ottobre 1963   |                 |
| 6  | Have Kimono, Will Travel            |                 | 21 ottobre 1963   |                 |
| 7  | Today I Am a Man                    |                 | 28 ottobre 1963   |                 |
| 8  | Jolly Wally                         |                 | 4 novembre 1963   |                 |
| 9  | Scuttlebutt                         |                 | 11 novembre 1963  |                 |
| 10 | The August Teahouse of Quint McHale |                 | 18 novembre 1963  |                 |
| 11 | French Leave for McHale             |                 | 25 novembre 1963  |                 |
| 12 | The Happy Sleepwalker               |                 | 2 dicembre 1963   |                 |
| 13 | A Letter for Fuji                   |                 | 9 dicembre 1963   |                 |
| 14 | My Ensign, the Lawyer               |                 | 16 dicembre 1963  |                 |
| 15 | Orange Blossoms for McHale          |                 | 23 dicembre 1963  |                 |
| 16 | The Creature from McHale's Lagoon   |                 | 30 dicembre 1963  |                 |
| 17 | A Medal for Parker                  |                 | 6 gennaio 1964    |                 |
| 18 | The Balloon Goes Up                 |                 | 13 gennaio 1964   |                 |
| 19 | Who'll Buy My Sarongs?              |                 | 20 gennaio 1964   |                 |
| 20 | Evil-Eye Parker                     |                 | 27 gennaio 1964   |                 |
| 21 | The Big Impersonation               |                 | 3 febbraio 1964   |                 |
| 22 | Urulu's Paradise West               |                 | 10 febbraio 1964  |                 |
| 23 | Dear Diary                          |                 | 17 febbraio 1964  |                 |
| 24 | Babette, Go Home                    |                 | 24 febbraio 1964  |                 |
| 25 | The Novocain Mutiny                 |                 | 2 marzo 1964      |                 |
| 26 | Stars Over Taratupa                 |                 | 9 marzo 1964      |                 |
| 27 | Comrades of PT 73                   |                 | 16 marzo 1964     |                 |
| 28 | The Return of Big Frenchy           |                 | 23 marzo 1964     |                 |
| 29 | Alias PT 73                         |                 | 30 marzo 1964     |                 |
| 30 | The Rage of Taratupa                |                 | 7 aprile 1964     |                 |
| 31 | Ensign Parker, E.S.P.               |                 | 14 aprile 1964    |                 |
| 32 | The McHale Mob                      |                 | 21 aprile 1964    |                 |
| 33 | Carpenter in Command                |                 | 28 aprile 1964    |                 |
| 34 | Marryin' Chuck                      |                 | 5 maggio 1964     |                 |
| 35 | The Dart Gun Wedding                |                 | 12 maggio 1964    |                 |
| 36 | A Da-Da for Christy                 |                 | 19 maggio 1964    |                 |